# هيلموت فايس
هيلموت فايس (بالألمانية: Helmut Weiss)‏ هو كاتب سيناريو ومخرج وممثل ألماني، ولد في 25 يناير 1907 بغوتينغن في ألمانيا، وتوفي في 13 يناير 1969 ببرلين في ألمانيا.

## وصلات خارجية
- هيلموت فايس على موقع IMDb (الإنجليزية)
- هيلموت فايس على موقع مونزينجر (الألمانية)
- هيلموت فايس على موقع ألو سيني (الفرنسية)
- هيلموت فايس على موقع أول موفي (الإنجليزية)
- هيلموت فايس على موقع قاعدة بيانات الأفلام السويدية (السويدية)
- هيلموت فايس على موقع قاعدة بيانات الفيلم (الإنجليزية)
- هيلموت فايس على موقع كينوبويسك (الروسية)